# Михайло (Бубній)
Єпископ Михайло Бубній, ЗНІ (нар. 16 вересня 1970, с. Хлівчани, нині Шептицького району Львівської області) — єпископ, перший Одеський екзарх Української греко-католицької церкви, титулярний єпископ Тубурсікум-Буре.

## Життєпис
У 1991 році вступив до монастиря Львівської провінції згромадження редемптористів (редемптористи). Перші обіти склав 19 серпня 1992 року, а 7 квітня 1996 року склав довічні обіти.
Священичі свячення прийняв 19 серпня 1997 року в церкві Преображення Господнього у Львові від Блаженнішого Любомира Гузара.
Богословську освіту і священничу формацію здобував у Вищій духовній семінарії отців редемптористів у Кракові (філософія) та Тухові (богослов'я) в Польщі. Закінчив семінарію в 1998 році, здобувши ступінь магістра богослов'я.
Після закінчення семінарії виконував служіння префекта кандидатів до Львівської провінції редемптористів та сотрудника при парафії Успіння Пресвятої Богородиці в Тернополі.
У 1999–2001 роках був соцієм (помічник префекта) студентів з Львівської провінції редемптористів, які навчалися в Тухові (Польщі). Від 20 січня до 30 червня 2000 року брав участь в курсах вихователів при Салезіанському університеті в Римі.
27 червня 2002 року декретом Блаженнішого Любомира скерований на роботу до Постуляційного центру УГКЦ (провадження беатифікаційних та канонізаційних процесів новомучеників та ісповідників віри).
У серпні 2001 року призначений ігуменом монастиря та настоятелем храму Святих верховних апостолів Петра і Павла у м. Новояворівську (Львівщина).
З червня 2002 року до травня 2005 року виконував служіння магістра новиків Львівської провінції редемптористів при монастирі Святого Герарда в Кохавино (поблизу Жидачева на Львівщині).
Від 9 травня 2005 року до вересня 2007 року був ігуменом монастиря Святого Альфонса та ректором Вищого духовного інституту імені блаженного священномученика Миколая Чарнецького у Львові. Водночас проводив численні парафіяльні реколекції та місії для різних груп вірних на Львівщині, Тернопільщині та США.
Від 2007 року до 2010 року навчався в Папському східному інституті в Римі, здобувши ступінь ліценціата канонічного права.
Від 2010 року виконував обов'язки ігумена монастиря Святого Йосифа та пароха церкви Матері Божої Неустанної Помочі в м. Івано-Франківську.
13 лютого 2014 року у Ватикані було повідомлено, що Святіший Отець Франциск поблагословив рішення Синоду Єпископів Української греко-католицької церкви про призначення ієромонаха Михайла Бубнія, ЗНІ, Екзархом Одеського екзархату та Адміністратором Кримського екзархату УГКЦ й надав йому сан єпископа з титулярним престолом Тубурсікум-Буре (лат. Thubursicum-Bure).
Хіротонія новопризначеного екзарха Одеського відбулася 7 квітня 2014 року в Патріаршому соборі Воскресіння Христового в Києві, а інтронізація — 12 квітня в Одесі. Головним святителем був Блаженніший Святослав, Предстоятель УГКЦ, а співсвятителями стали владика Ігор (Возьняк), Архієпископ і Митрополит Львівський, і владика Володимир (Війтишин), Архієпископ і Митрополит Івано-Франківський.
Блазон герба (геральдичний опис):
       У  центрі композиції щит, який розділений на три сегменти. В центральній частині щита у золотому вістрі Богородиця Неустанної Помочі в синьому мафорії та червонному хітоні тримає на руках Дитя у зеленій сорочці та золотому гіматії і сандалах; в обох — золоті німби. У правому синьому полі Архангел Михаїл із срібними крильми та золотим німбом, у срібному хітоні та золотому плащі, тримає у правиці золотий полум'яний меч, а в лівиці — червоний щит із золотим хрестом. У лівому синьому полі золотий корабель із срібними вітрилами та золотими прапорцями; під ним — п'ять срібних тонких хвилястих балок. Щит розміщений на пурпуровій мантії, підбитій горностаєм, увінчаній золотою єпископською митрою з червоним підкладом. Обабіч виходять золоті єпископський жезл і процесійний хрест. На синій стрічці девіз золотом: «ХТО ЯК БОГ».
Коротке пояснення елементів герба:
1. Богородиця. За сюжетом ікони Матері Божої Неустанної Помочі, як символ приналежності Владики до монашої родини Редемптористів, під неустанною опікою якої, прагне сповняти все своє пастирське служіння.
2. Св. Архистратиг Михаїл — покровитель новопоставленого Владики; взірець вірності Господеві; ще на початку віків, став Він на захист слави Божої, у час бунту ангелів і переміг; він покровитель у боротьбі проти всілякого прояву зла видимого і невидимого.
3. Корабель — це символ спасіння (за часів Ноя) і символ душі, яку провадить Церква по хвилях житейського моря під проводом Архієрея; це символ самої Христової Церкви, штурвальником якої є сам Христос.
4. Гра кольорів «синього і жовтого» — символізує національну символіку України.
5. Девіз «Хто як Бог?», давньоєврейською означає — Міхаель, Михаїл. «Хто, як Бог?!» — гідний найвищої слави і поклоніння?  «Хто, як Бог?!» — допоможе нам стати на сторону правди, благодаті миру, злагоди, любові і добра? Архістратиг Михаїл, покровитель новопоставленого владики є образом і прикладом божественного воїна, який бореться за правду і славу Господню та відстоює Божественні позиції не власною силою та мудрістю: він бореться зі злом, вказуючи на Бога і перемагає.
6. Щит уміщений на мантії, яку увінчує митра, жезл і процесійний хрест, — ознаки єпископської гідності власника герба.